# 덕산온천
덕산온천은 충청남도 예산군 덕산면 일대에 위치한 온천이다.

## 역사
조선시대부터 있었으나 1910년대 말 본격적으로 개발하여 온천수가 나오자 덕산온천지구유를 설치했다.

## 덕산온천의 지질
덕산온천 일대의 기반암은 조립질 흑운모 화강암과 세립질 각섬석 화강암으로 구성되며 북동, 동-서, 북서 방향의 단층이 5개 있다.

## 같이 보기
- 예산군
- 내포신도시
- 덕산온천지구유
- 덕산온천로

1. ↑  정봉일; 이기화 (1981년 12월). “Geological and Geophysical Studies on the Geothermal State in the Duksan Hot Spring Area (德山溫泉地域의 地熱狀態에 관한 地質學的 및 地球物理學的 調査硏究)”. 《대한지질학회》 17 (4): 269-280.